# Józef Górski (plastyk)
Józef Górski (ur. w 1941 w Murzasichlu na Podhalu) – polski artysta szklarz, projektant szkła artystycznego oraz szkła użytkowego.

## Życiorys
W latach 1960–1966 studiował w Państwowej Wyższej Szkole Sztuk Plastycznych we Wrocławiu, w pracowni prof. Stanisława Dawskiego. Po uzyskaniu dyplomu znalazł zatrudnienie w Hucie Szkła Gospodarczego „Sudety” w Szczytnej Śląskiej, gdzie pracował w latach 1966–1968. Następnie przeszedł do Huty Szkła Gospodarczego w Tarnowie, gdzie od 1968 do 1986 pełnił funkcję projektanta w zakładowym ośrodku wzornictwa. W okresie 1992–2001 pracował w prywatnej hucie szkła „Fistek-Glass” w Tarnowie.
Jest mężem plastyczki Barbary Kaczmarek-Górskiej, również projektantki szkła.

## Twórczość
Jest autorem licznych zestawów szkła użytkowego. Jego twórczość wpisuje się w stylistykę wrocławskiej szkoły szkła, przy czym bryły u tego projektanta są bardziej rozczłonkowane. Chętnie wykorzystywał efekty kolorystyczne szkła dwuwarstwowego oraz szkło typu antico (przykładowo zestaw Chryzolit). Do szkieł użytkowych wprowadzał też motywy zaczerpnięte z twórczości ludowej (na przykład w zestawie Harnaś).
Prace artysty znajdują się w zbiorach Muzeum Narodowego we Wrocławiu, Muzeum Warmii i Mazur w Olsztynie, Muzeum Ziemi Tarnowskiej w Tarnowie, Muzeum Okręgowego w Zielonej Górze oraz w zbiorach prywatnych.

## Nagrody[a]
- 1972 – III nagroda w konkursie na zastawę stołową
- 1972 – srebrny medal w konkursie Merkury 71
- 1977 – wyróżnienie i nagroda fundowana na Ogólnopolskiej Wystawie Szkła Artystycznego i Użytkowego w Katowicach
- 1979 – I nagroda w konkursie Wzór roku w Krakowie
- 1980 – II nagroda w konkursie Wzór roku na MTP w Poznaniu

## Wystawy

### Wystawy indywidualne[b]
- 1971 – Tarnów
- 1971 – Zakopane
- 1973 – Tarnów
- 1978 – Tarnów
- 1979 – PSP i BWA Tarnów
- 1980 – POiIK Bratysława
- 1980 – Budapeszt
- 1981 – DK Debreczyn

### Wystawy zbiorowe[c]
- 1969 – Wzornictwo w Przemyśle Szklarskim i Ceramicznym w Warszawie
- 1973 – I International Exhibition of Glass and Porcelain, Jablonec nad Nysą
- 1974 – Ogólnopolska Wystawa Szkła Artystycznego i Użytkowego w Katowicach
- 1974 – Polskie Szkło Artystyczne, Londyn
- 1974 – I Quadriennale des Kunsthandwerks socjalistischer Länden, Erfurt
- 1975 – Szkło i Ceramika Użytkowa, Warszawa
- 1976 – I Ogólnopolskie Triennale Szkła w Kłodzku
- 1976 – II International Exhibition of Glass and Porcelain, Jablonec nad Nysą
- 1977 – II Ogólnopolska Wystawa Szkła Artystycznego i Użytkowego w Katowicach
- 1979 – Ogólnopolska Wystawa Szkła Unikatowego i Przemysłowego w Katowicach
- 1980 – Polskie Szkło, Muzeum Altenburg
- 1981 – Design in Polen, Berlin, Praga, Moskwa
- 1985 – Szkło Artystyczne, Paryż
- 1986 – Clermont-Ferrand
- 1987-1988 – Polskie Szkło Współczesne w Warszawie